# Jean-Baptiste Perrée
Jean-Baptiste Perrée, dit l'Intrépide, est un  contre-amiral français, né le 29 avril 1763 à Saint-Valéry-sur-Somme et mort au combat le 18 février 1800 devant Malte.

## Formation au commerce
Fils d'un capitaine marchand, il s'engage comme mousse au commerce en 1773. Il alterne jusqu'à 1793 les engagements au commerce et sur les navires du roi. Il est successivement novice, timonier, aide-pilote, lieutenant et second capitaine.

## Guerres de la Révolution française
Il est enseigne de vaisseau en 1793 puis lieutenant de vaisseau à titre provisoire en mai 1793.
Il commande la frégate Proserpine puis une petite division en 1793 et début 1794 (63 prises dont une frégate hollandaise). Il est confirmé dans son grade fin 1793. Il participe à la campagne de prairial an II dans la flotte de l'amiral Villaret de Joyeuse et notamment à la grande bataille du 13 prairial (1er juin 1794).
Il est promu capitaine de vaisseau en novembre 1794, commande la Minerve et une division de 4 frégates et ravage les comptoirs et les navires britanniques de la côte occidentale d'Afrique (54 prises). En 1796, il commande la frégate Diane en Méditerranée et s'empare d'une frégate et de deux corvettes. Il est ensuite brièvement commandant d'armes à Venise puis à Ancône en 1797.

## L'expédition d'Égypte
Il part pour l'Égypte avec l'escadre Brueys en 1798 au sein de laquelle il commande le vaisseau le Mercure. Après le débarquement, Bonaparte lui confie le commandement de la flottille du Nil qui doit accompagner la progression de l'armée. Il remporte le combat de Chabreis où les Mameluks ont tenté d'arrêter ses canonnières et transports. La flottille ennemie est totalement détruite. Bonaparte le nomme alors contre-amiral. Il transporte ensuite l'armée de Desaix jusqu'en Haute Égypte.
Il reçoit en novembre 1798 le commandement de la station navale d'Alexandrie. Il apporte à Bonaparte à Jaffa avec trois frégates l'artillerie dont il a besoin pour le siège de Saint-Jean-d'Acre malgré le blocus de la division de Sidney Smith. Il fait de nombreuses prises et empêche le ravitaillement du port assiégé en réussissant toujours à échapper aux forces navales anglaises (2 vaisseaux et 3 frégates). Après l'échec du siège, il reconduit des blessés à Alexandrie puis vers Toulon mais rencontre l'escadre de l'amiral Keith (30 vaisseaux). Il est fait prisonnier mais est rapidement échangé.

## La mort au combat
Le premier Consul souhaite envoyer des renforts à Malte très isolée. Perrée quitte Toulon avec le vaisseau le Généreux, une frégate, deux corvettes et une flûte. Il transporte 3 000 hommes de troupe. Dès qu'il atteint La Valette, il est attaqué par l'escadre de Nelson (5 vaisseaux) qui fait le blocus de l'île. Perrée est tué dès le début de l'engagement sur le même banc de quart du Généreux où son ami d'enfance, le capitaine Lejoille a été tué un an plus tôt. Le Généreux est pris. Perrée est enterré dans l'église Sainte Lucie à Syracuse.
Son nom est sur l'Arc de Triomphe.

## Hommage
- Rue Perrée, dans le 3e arrondissement de Paris.
- Quai Perrée, à Saint Valery sur Somme.
- Rue de l’Amiral Perrée, à Amiens quartier Sud Ouest 3e arrondissement.

## Sources
- Hubert Granier (contre-amiral 2e S), Histoire des marins Français 1789-1815, Marines Éditions, Nantes 1998
- Six (Georges), Dictionnaire biographique des généraux et amiraux français de la Révolution et de l'Empire, Librairie Historique et Nobiliaire Georges Saffroy Éditeur, Paris 1934.